# Pásztor János (szobrász)

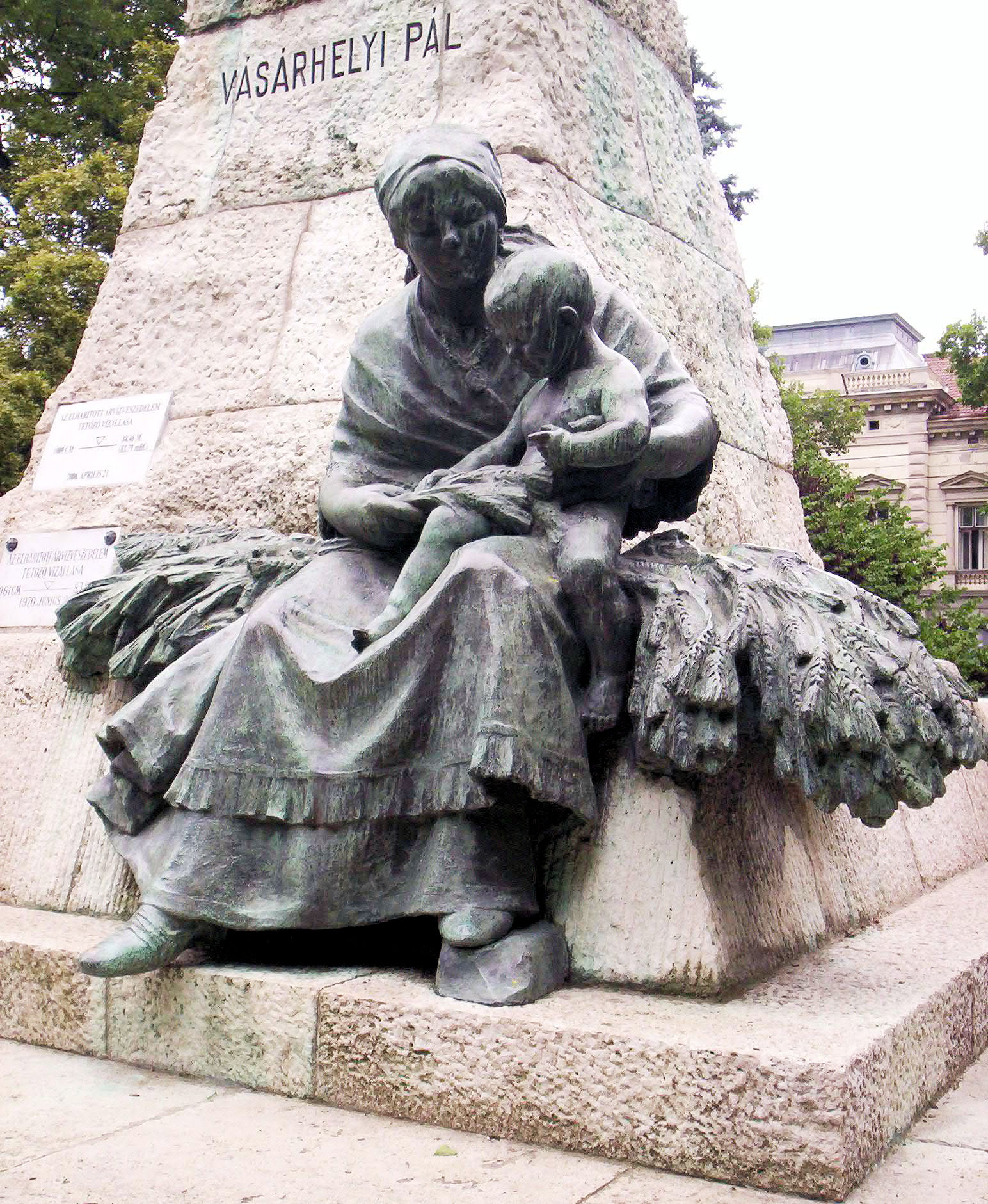
A szegedi Vásárhelyi-szobor (Mátrai Lajos) egyik mellékalakja. A mellékalakok Pásztor János alkotásai

Pásztor János (Gyoma, 1881. január 29. – Budapest, 1945. január 7.) magyar szobrászművész, Pásztor János színművész apja.
Művészetszemlélete az alföldi iskola festőinek munkásságához kapcsolja az ő alkotásait.

## Életpályája
Pásztor József és Bordé Terézia fia. A budapesti Országos Magyar Iparművészeti Iskolában – ma a Moholy-Nagy Művészeti Egyetem – Mátrai Lajos György tanítványaként tanult szobrászati ismereteket. Első jelentősebb munkája a szegedi Vásárhelyi Pál emlékmű két oldalfigurája. 1903-tól 1905-ig állami ösztöndíjjal a párizsi Julian Akadémia hallgatója volt. Hazatérése után Hódmezővásárhelyen telepedett le, ahol barátságot kötött Rudnay Gyula festővel, majd 1910-től Budapesten élt. A második világháborúban a Budapestet ért szovjet bombázások alatt vesztette életét, három héttel 64. születésnapja előtt. Fia Pásztor János színművész (1914–1984).

## Művészete

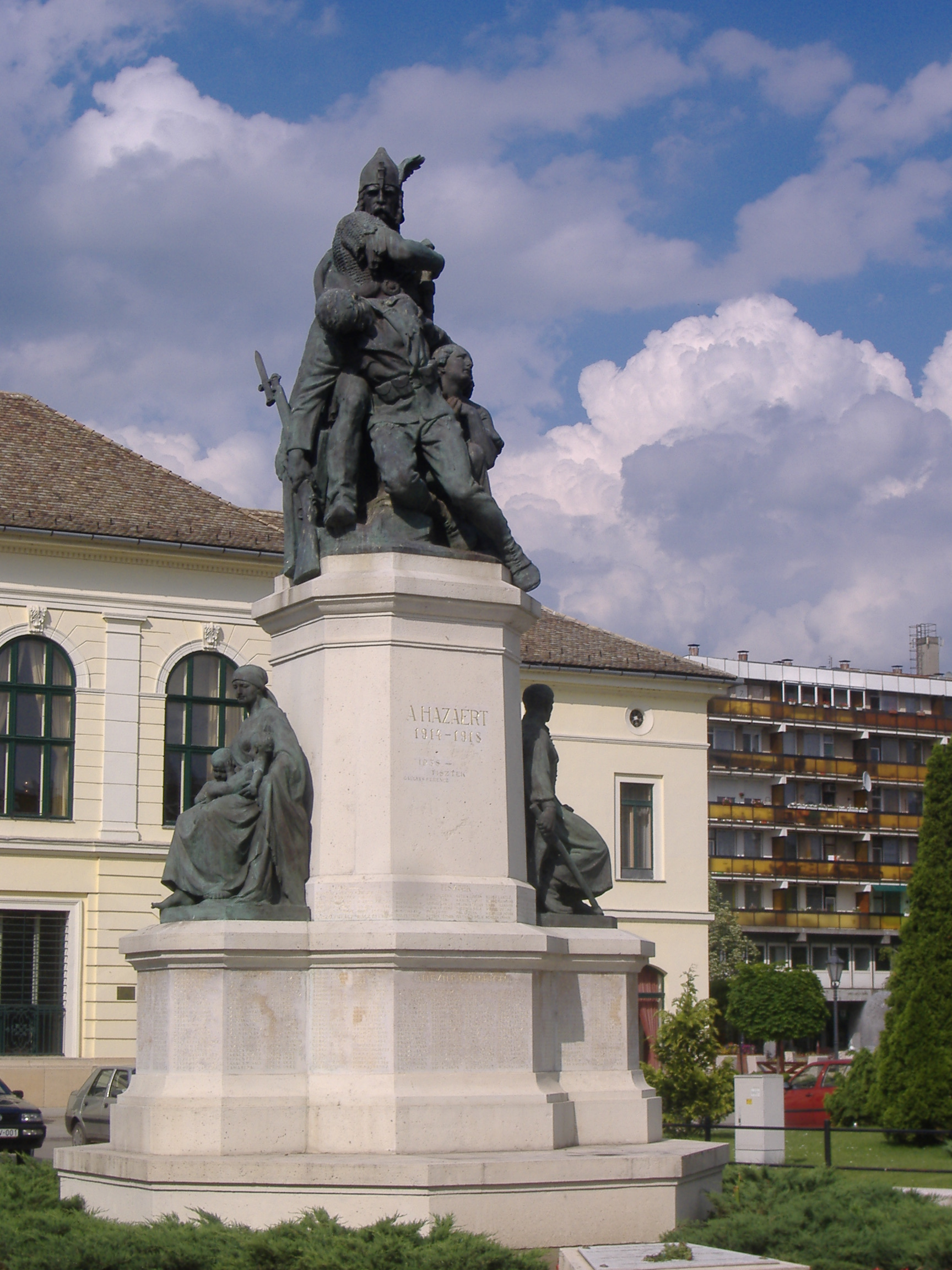
A Hősi emlékmű Makón

Igazán hírnevessé népszerű kiállításai miatt vált (1911, 1918, 1925 és 1930). Már 1906-ban vásárolt tőle szobrot a Szépművészeti Múzeum, Búcsúzkodás c. zsánerszobrát. Eredetileg terrakottából készítette el a művész ezt a kisplasztikát, aztán a múzeum kérésére fából is kifaragta. Alacsony talapzaton álló két alföldi pásztort ábrázol, egy öregebbet és egy fiatalabbat, amint éppen búcsúzkodnak egymástól, kézfogásuk már szinte csak jelképes, gesztusaikban és arckifejezésükben tükröződik szoros érzelmi kötöttségük, ez volt Pásztor János erőssége. Érzelmeket, kötődéseket tudott ábrázolni szobrain, később a megrendelt szobrokon is, nem egyszerűen historizáló szemléletben előadott alkotások a szobrai, amelyből máig oly sok áll tereinken, több annál, az ő szobraival máig szívesen élnek együtt a népek, melegséget, emberséget árasztanak.
1929-ben megnyerte a Grand Prix of the World's Fair versenyt Barcelonában. Témái főleg női alakok, portrék és síremlékek. Az 1930-as és 1940-es években több budapesti emlékművet készített. Egyik legismertebb munkája Kazinczy Ferenc emlékműve a Budai Várnegyedben, és a neoklasszicista stílusú barokkos lendületű lovasszobor II. Rákóczi Ferencről. Ezt a szobrot a Parlament épülete előtt, a Kossuth téren állították fel 1937-ben. Fehér márványból megformázta Rudnay Gyula festő barátjának mellszobrát, melyet 1966-ban állítottak fel a Margit-szigeti Művészsétányon.

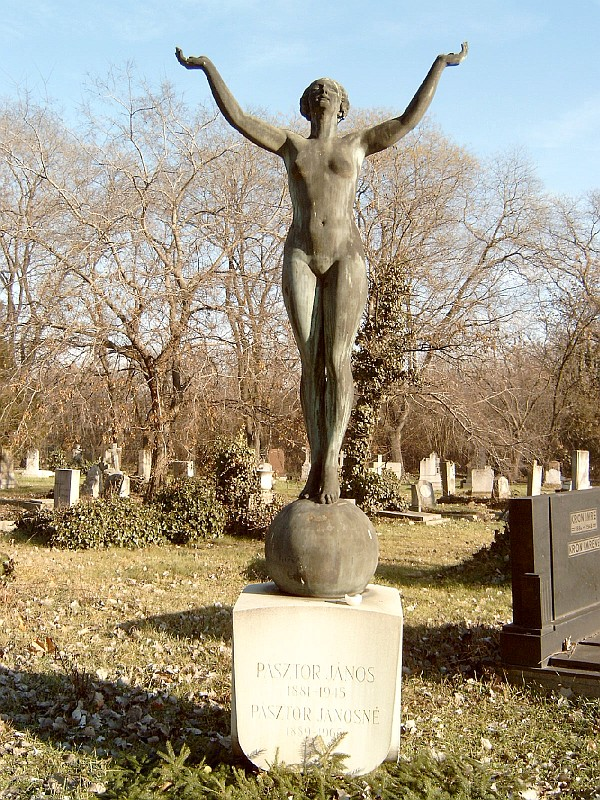
Pásztor János sírja Budapesten. Fiumei úti sírkert: 33-1-1. Pásztor János saját műve

### Főbb művei
- emlékművek, emlékszobrok:
  - Vásárhelyi Pál-szobor mellékalakjai (Szeged, 1905)
  - Kelet szobra (Budapest 1921)
  - Hősi emlékmű (Makó, 1929)
  - Hősi emlékmű (Hikisch Rezsővel, Székesfehérvár)
  - Első világháborús emlékmű (Hódmezővásárhely)
  - Első világháborús emlékmű (Szentes, 1923)
  - Báthory István (Budapest, 1933, felállítva az 1950-es évek második felében)
  - Kazinczy Ferenc (Budapest, 1936)
  - II. Rákóczi Ferenc (Budapest, 1937)
  - Gömbös Gyula miniszterelnök (Budapest, 1942, felrobbantva 1944)[7]
  - Ludwig van Beethoven (Martonvásár)
  - Rudnay Gyula (Budapest, Margit-sziget, felállítva: 1966)
- kisplasztika
  - Búcsúzkodás (1906) (fa, magasság: 80 cm; Magyar Nemzeti Galéria, Budapest)
  - Az elűzött (1913) (márvány, magasság: 160 cm; Magyar Nemzeti Galéria, Budapest)
- síremlékek:
  - Lotz Károly (1930) (Fiumei úti sírkert, Budapest)

## Díjai
- Corvin-koszorú (1930)
- Magyar Corvin-lánc (1941)

## Galéria

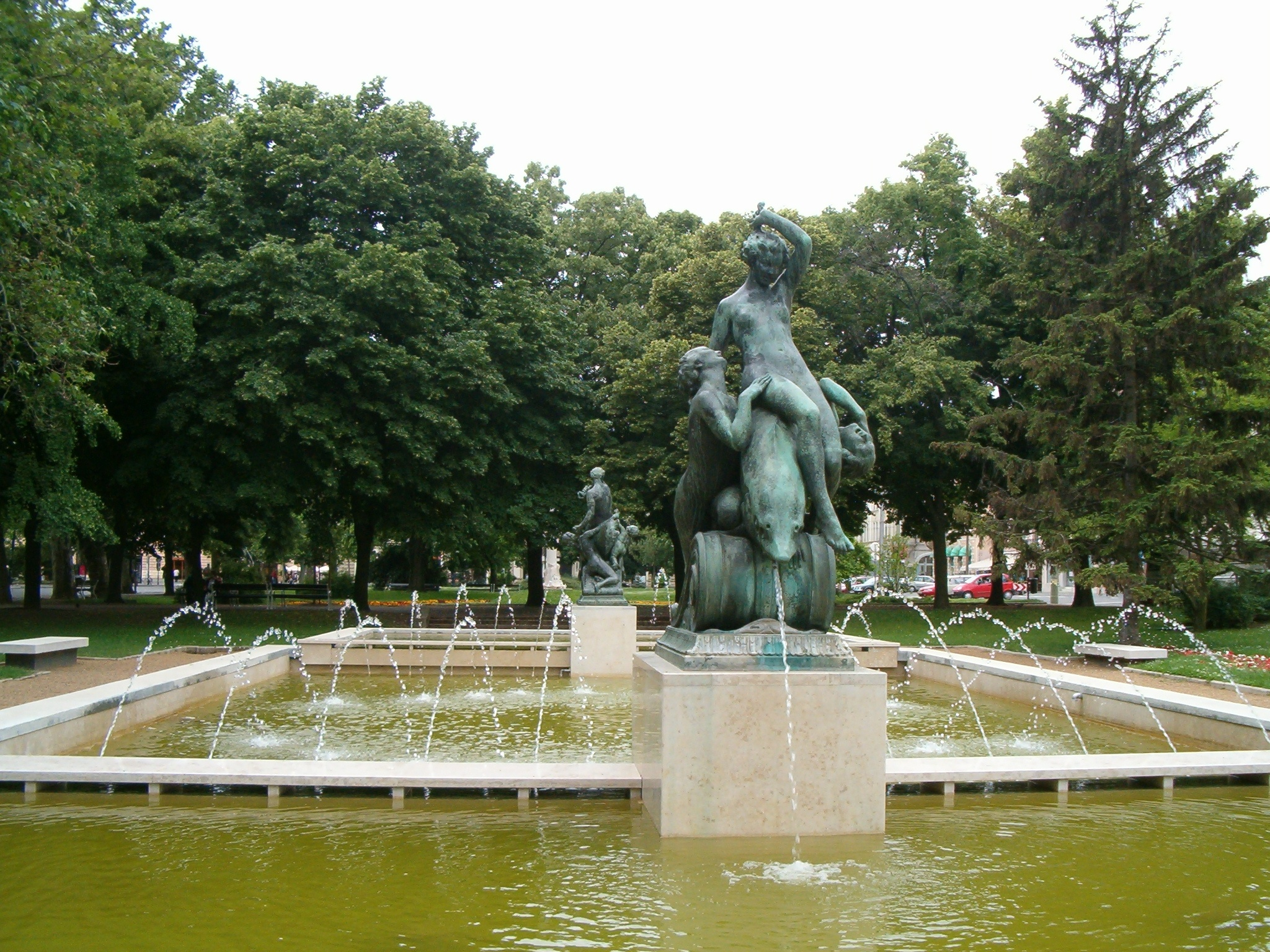
Szemben Az áldást hozó Tisza, mögötte A romboló Tisza szobra, (1930) Széchenyi tér, Szeged
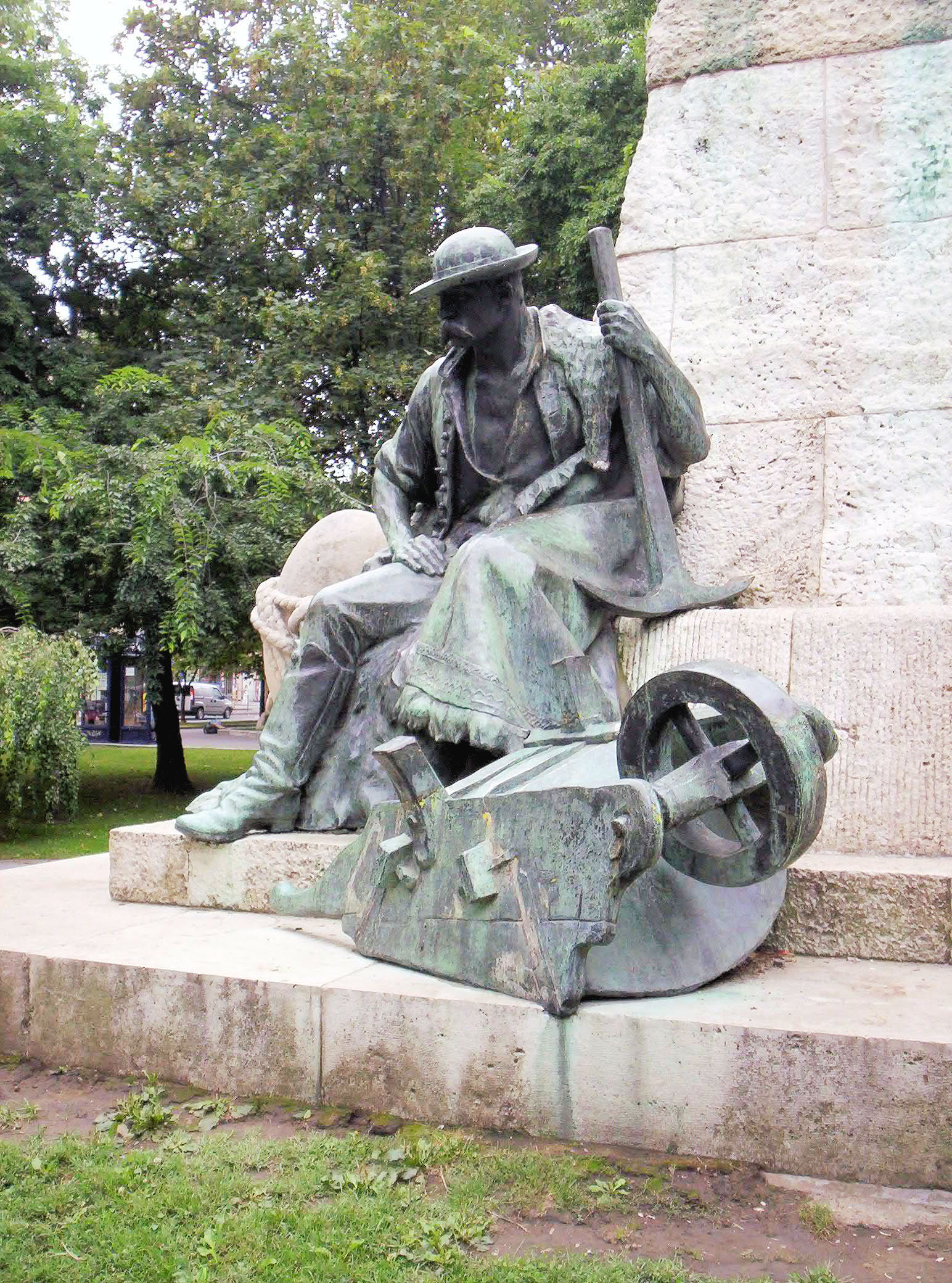
A Vásárhelyi Pál szobor kubikos mellékalakja (1905-1906) Széchenyi tér, Szeged
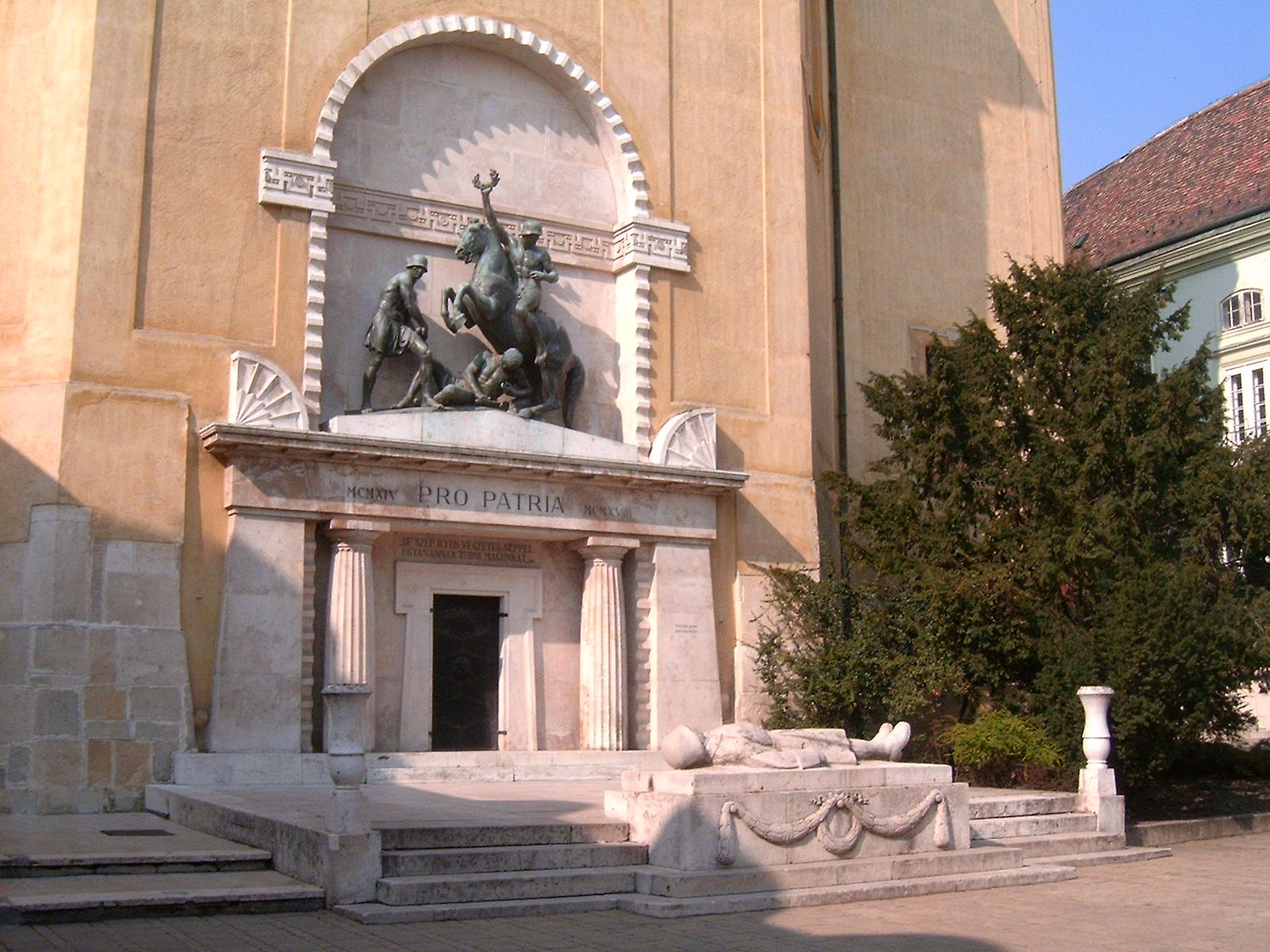
Hősi emlékmű, a Szent István Székesegyház kriptájának kapudísze, Székesfehérvár
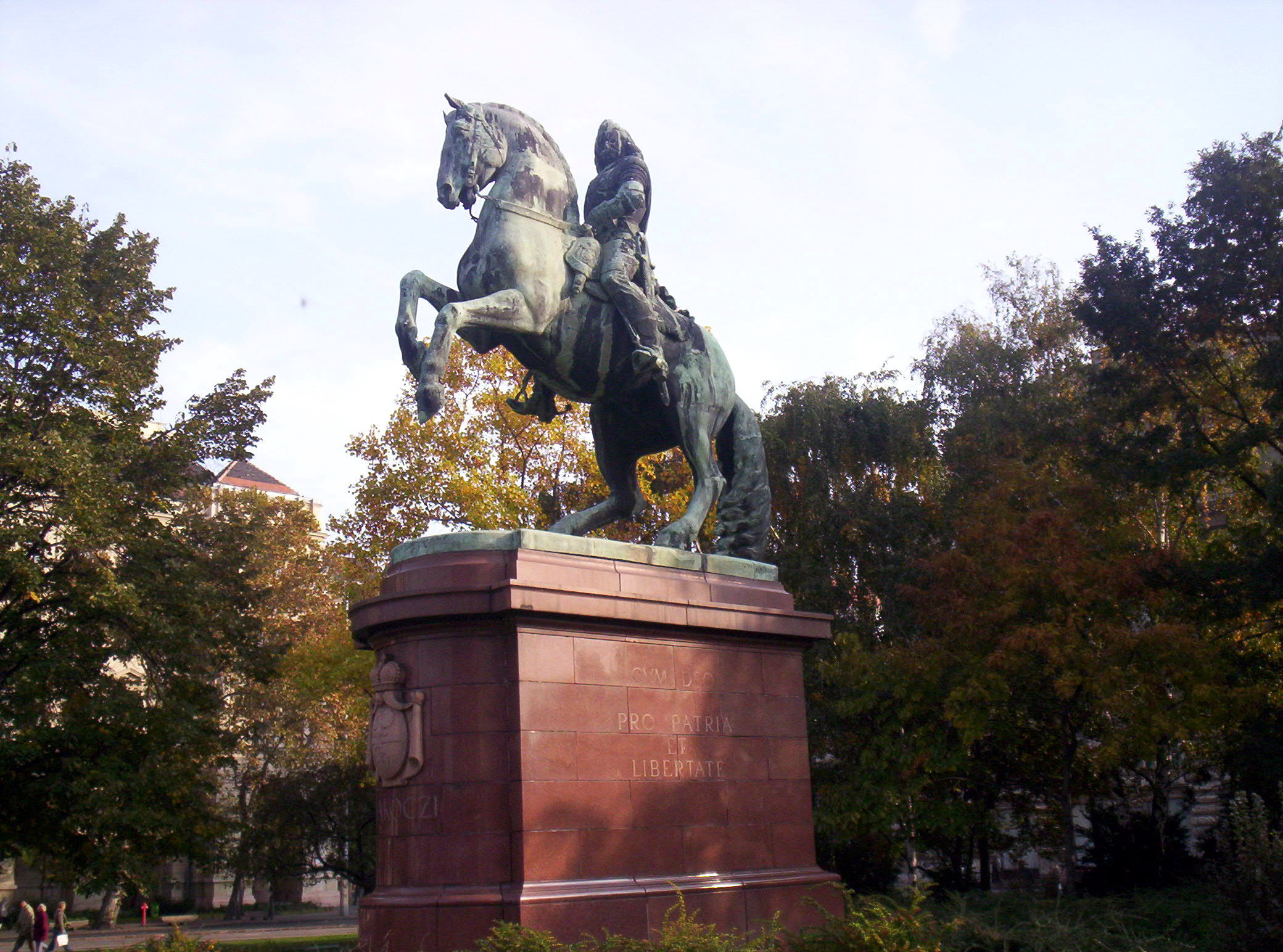
II. Rákóczi Ferenc szobra Budapesten, 1937 (Györgyi Dénes építésszel)
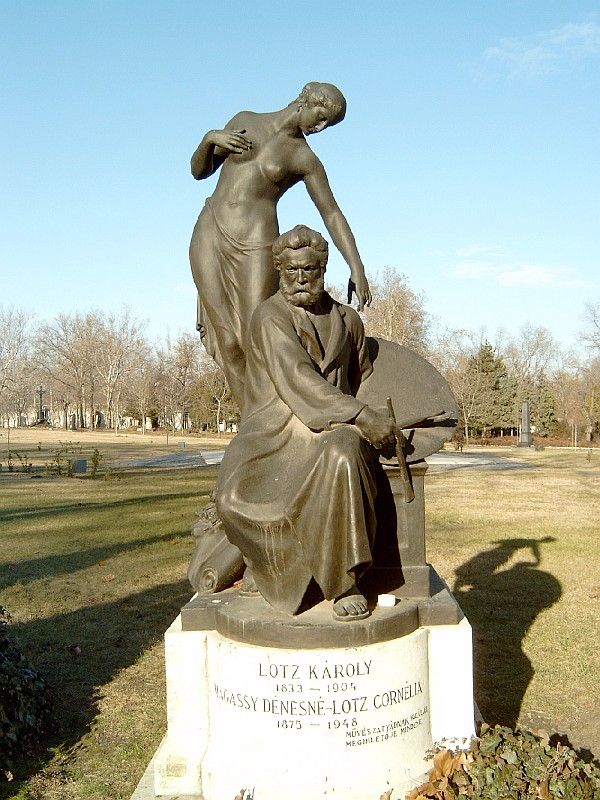
Lotz Károly síremléke a budapesti Kerepesi temető díszparcellájában (28-díszsor-40)
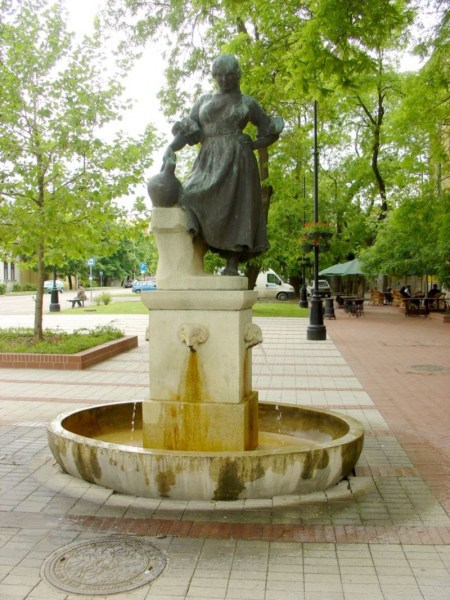
Korsós lány/vízmerítő Kossuth tér, Hódmezővásárhely (1908)
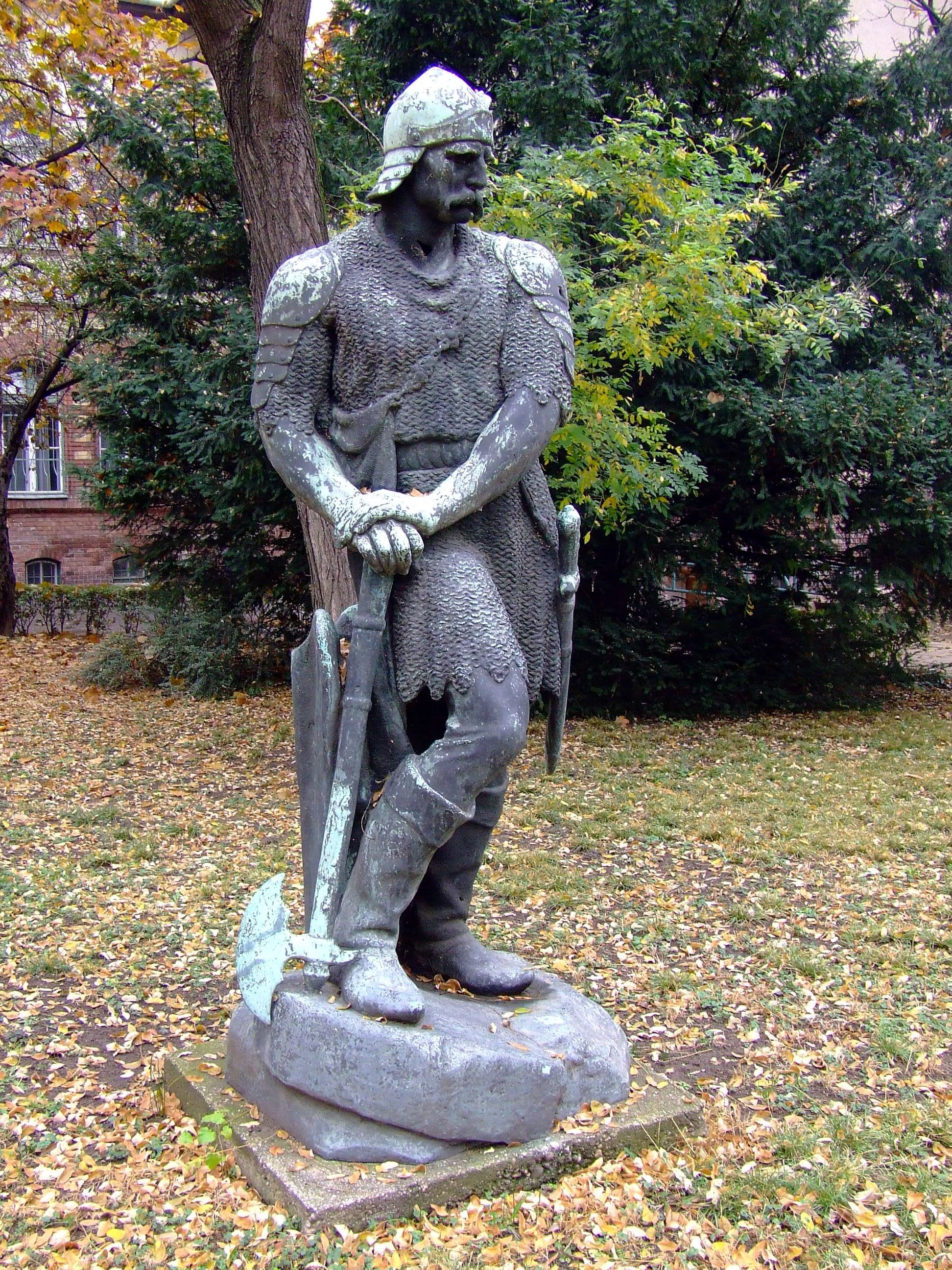
Kinizsi Pál szobra Budapesten
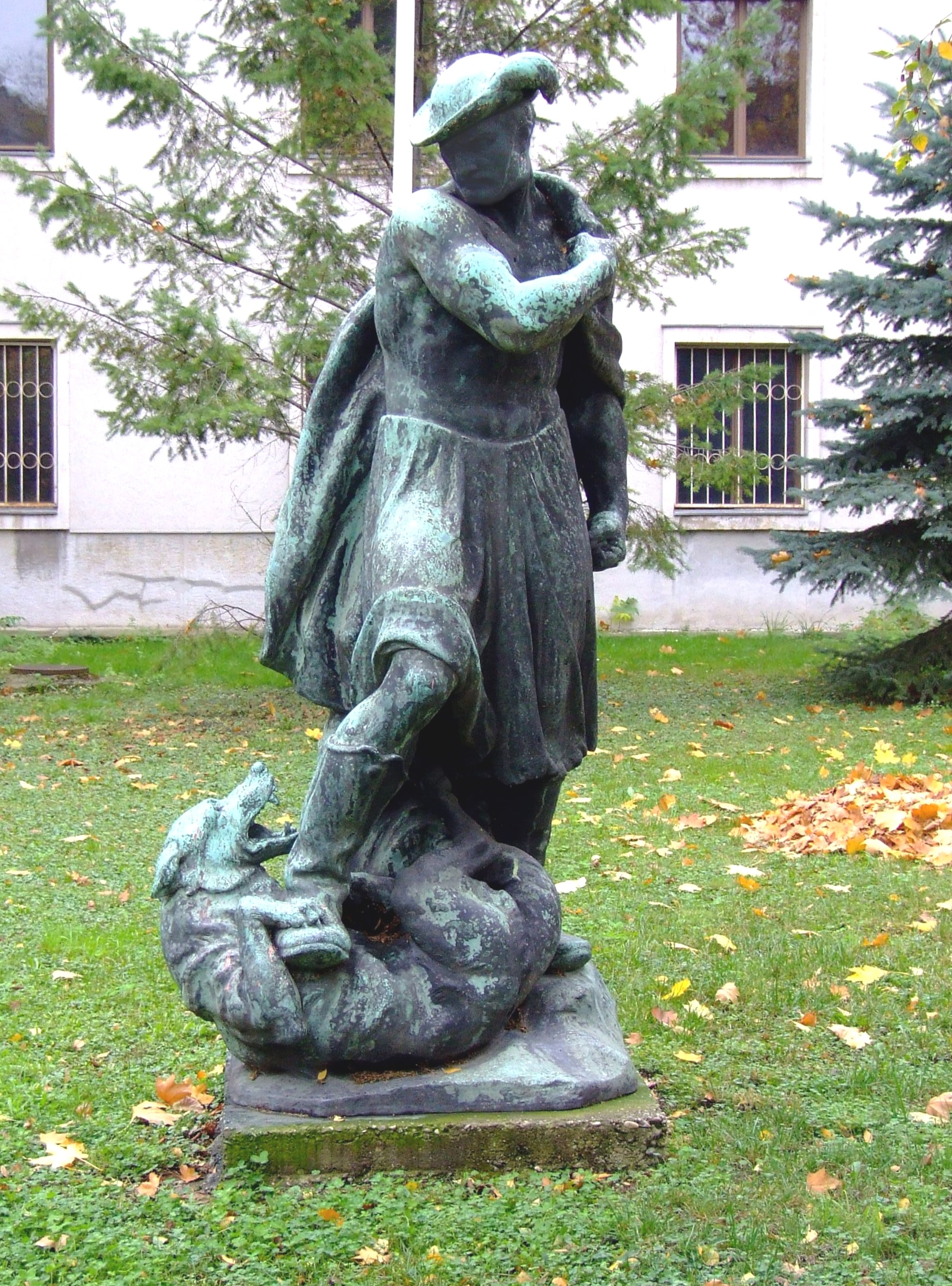
Toldi Miklós szobra Budapesten
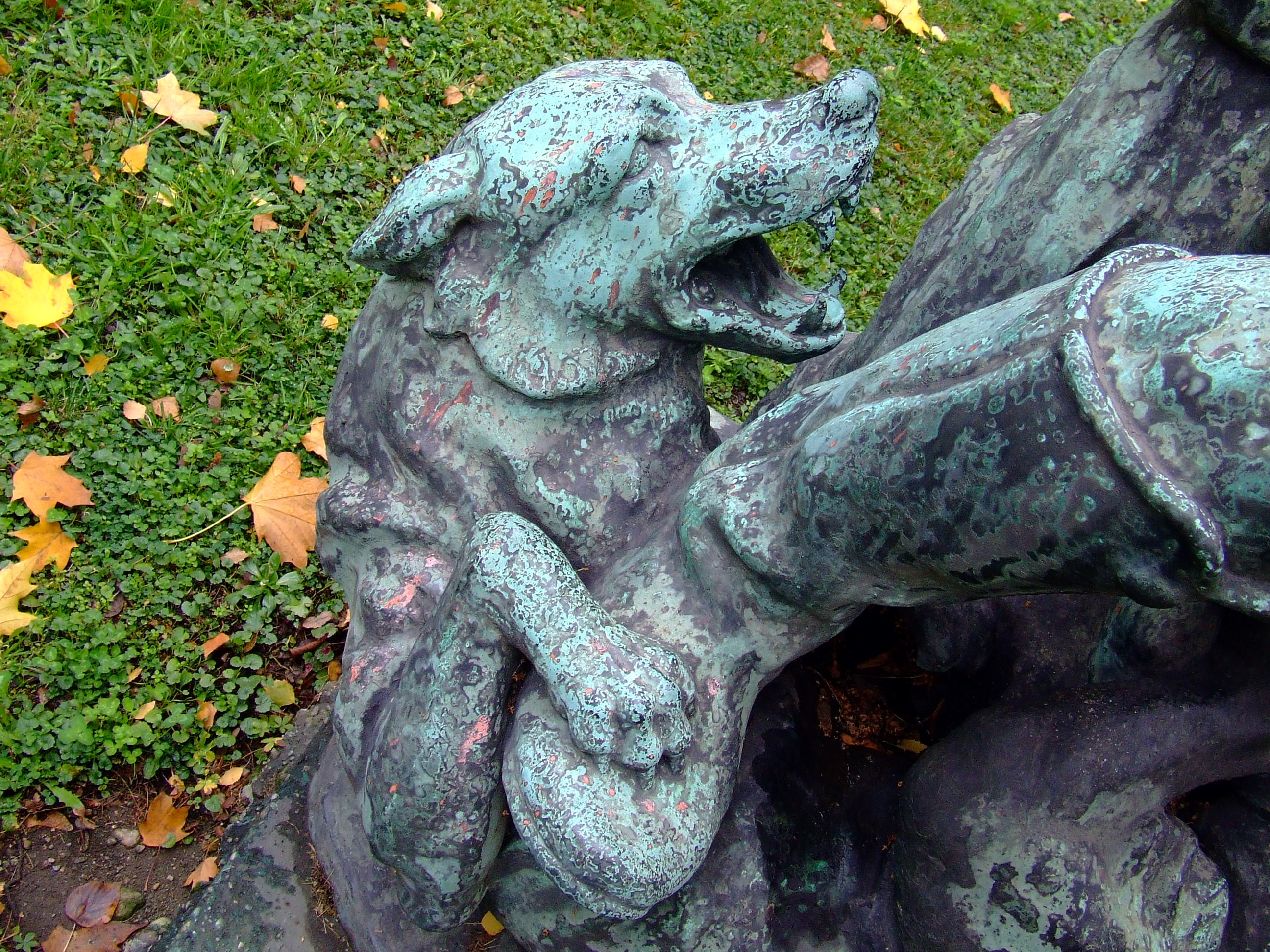
Toldi Miklós szobra Budapesten (részlet)
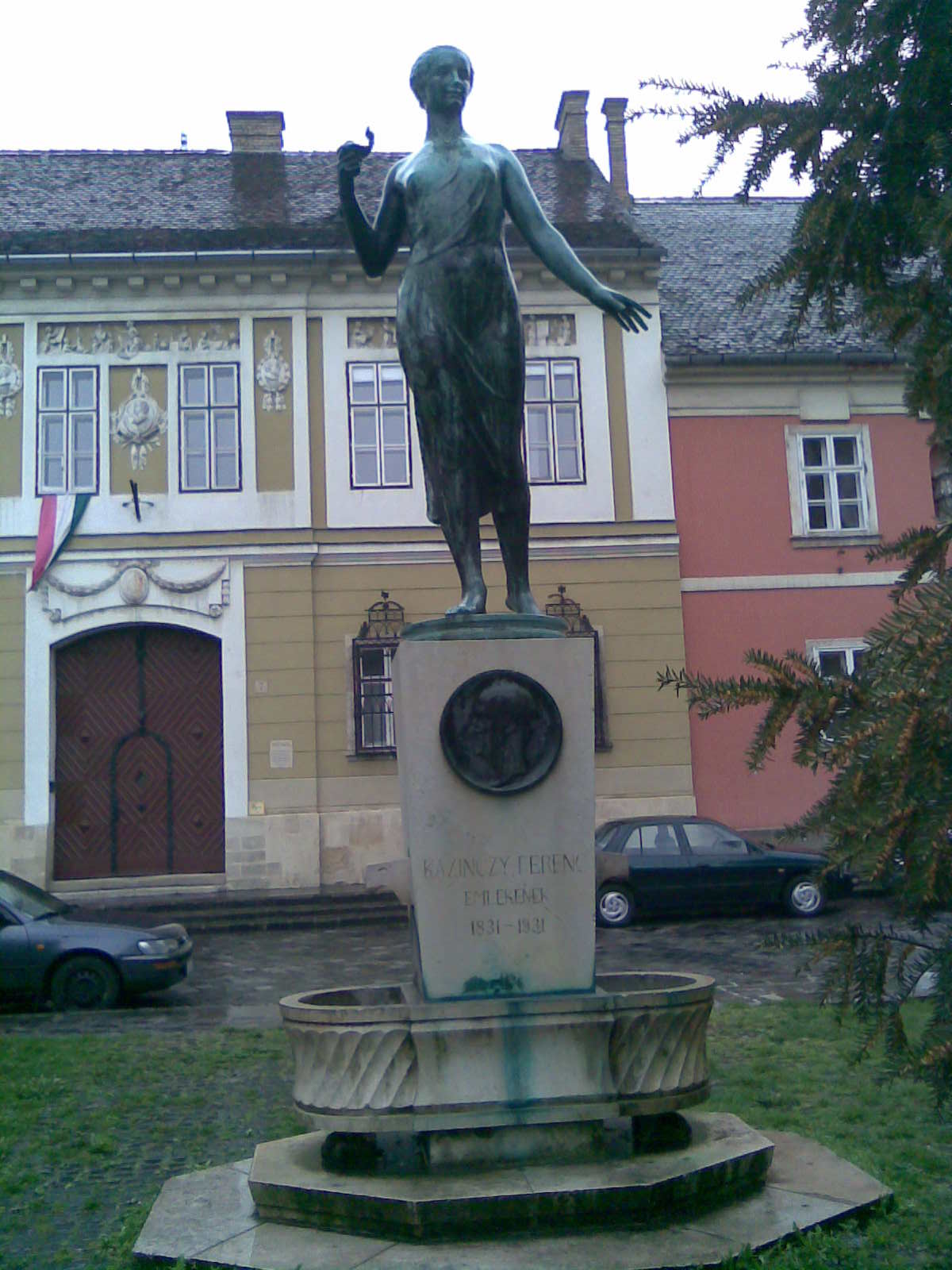
Kazinczy-emlékkút, Budapest, Bécsi kapu tér